# 鄭陶孫
郑陶孙，字景潜，元朝处州（今浙江丽水市）人，鄭滁孫的弟弟。
郑陶孙在南宋登进士第，监西岳祠。郑陶孙征召到元朝朝廷，奏对称旨，授为翰林国史院编修官，正好纂修国史至南宋德祐末年之事，郑陶孙说：“臣曾经出仕宋朝，宋朝在此年灭亡，按照君臣之义不忍书写，书写就是不义。”最后也没有写，忽必烈嘉赏他。升任他为应奉翰林文字，后出为江西儒学提举。郑陶孙有文集若干卷。